# شهردن
شهردن روستایی در دهستان مورتان بخش پارود شهرستان راسک استان سیستان و بلوچستان ایران است.

## جمعیت
بر پایه سرشماری عمومی نفوس و مسکن در سال ۱۳۹۵ جمعیت این روستا ۱۹۶ نفر (۵۲خانوار) بوده‌است.